# Borkovany
Borkovany (deutsch Borkowan) ist eine Gemeinde in Tschechien. Sie liegt fünf Kilometer nordwestlich von Klobouky u Brna und gehört zum Okres Břeclav. Das Dorf ist durch die Herstellung kunstvoller Ostereier (Borkovanské kraslice) bekannt.

## Geographie

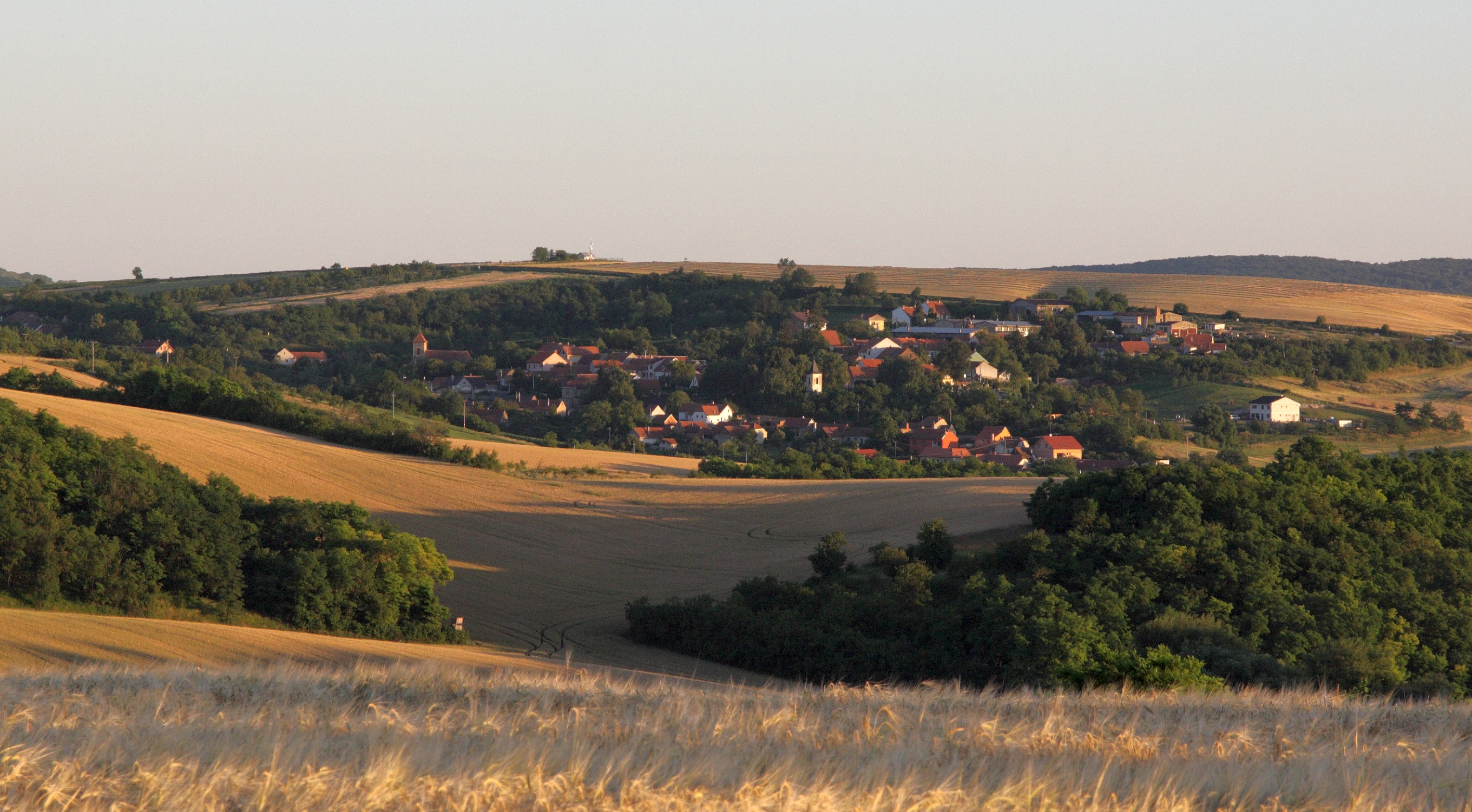
Borkovany

Borkovany befindet sich in den westlichen Ausläufern des Ždánický les. Das Dorf erstreckt sich in der Quellmulde des Baches Borkovanský potok. Nördlich erheben sich die Vinohrady (339 m), im Nordosten die Veselá hora (340 m), südöstlich der Časkovec (319 m), im Südwesten die Nové hory und westlich die Strážky (290 m). Gegen Nordosten liegt der Stauweiher Borkovanský rybník. Das Dorf ist von Weinbergen umgeben.
Nachbarorte sind Šinkovický Dvůr und Otnice im Norden, Bošovice im Nordosten, Časkovec und Velké Hostěrádky im Osten, Kašnice und Klobouky u Brna im Südosten, Martinice und Diváky im Süden, Šitbořice im Südwesten sowie Těšany und Nesvačilka im Nordwesten.

## Geschichte
Archäologische Funde weisen eine starke Besiedlung der Gegend in der Jungsteinzeit aus. Weitere Funde datieren aus der Bronzezeit.
Die erste urkundliche Erwähnung von Borconani erfolgte im Jahre 1210, als Lev von Klobouk das Dorf zusammen mit weiteren Orten dem von ihm gestifteten Kloster Obrowitz (Zábrdovice) bei Brünn schenkte. Im Jahre 1511 verpfändete das Kloster Borkovany für 50 Jahre an Jan Petrovský von Hrochov. Danach fiel Borkovany wieder an das Kloster zurück. Ursprünglich war das Dorf nach Klobouky gepfarrt. Die erste Nachricht über einen Pfarrer von Borkovany stammt aus dem Jahre 1515. Die alte Kirche befand sich auf dem Friedhof. Im Jahre 1620 bestand das Dorf aus 57 Häusern und hatte 370 Einwohner. Während des Dreißigjährigen Krieges verödete der Ort. 1656 waren nur noch 22 Häuser bewohnt und die Einwohnerzahl auf 140 gesunken. Im Jahre 1668 lagen von den 59 Anwesen von Borkovany noch immer 29 wüst. Vor 1672 erlosch die Pfarre und die Kirche wurde als Filialkirche der Pfarre Klobouky zugeordnet. Das älteste Ortssiegel stammt aus dem Jahre 1714 und zeigt eine Weintraube, ein Pflugsech und eine Blume. 1753 ließ der Abt Krištof Matuška in Borkovany wieder eine Pfarre einrichten, die dem Patronat des Klosters unterstand. Seit dieser Zeit wurde im Pfarrhaus auch unterrichtet. Borkovany gehörte bis zur Säkularisation des Klosters Obrowitz im Jahre 1784 zu den klösterlichen Gütern. Diese erwarb 1789 der Hofrat Dornfeld vom Religionsfonds. Die Pfarre wurde 1787 dem Dekanat Klobouky zugewiesen. Im Haus Nr. 86 neben der Kirche wurde 1797 eine Schule eingerichtet.
Im Jahre 1810 holte das Ärar den silbernen Kelch aus der Kirche fort. Am 13. September 1820 kauften die Brüder Augustin und Ignatz, Ritter von Neuwall, die Herrschaft Klobouky mit Borkovany. Bei einem Großfeuer wurden am 16. Mai 1831 119 Häuser einschließlich der Schule, 69 Stadel und 17 Kelterhäuser zerstört. Durch die Gutsherrschaft Klobouky wurde die Schule wieder aufgebaut. Nach dem Choleraausbruch von 1831 wurde der Friedhof an den Rand des Dorfes verlegt. Ein weiteres Schadfeuer erfasste 1839 elf Gebäude. 1841 entstand über dem Dorf eine hölzerne Windmühle.
Nach der Aufhebung der Patrimonialherrschaften bildete Borkovany / Borkowan ab 1850 eine Gemeinde in der Bezirkshauptmannschaft Auspitz. 1854 brannten das Pfarrhaus und der Pfarrhof nieder. Borkovany hatte im Jahre 1858 1133 Einwohner, davon waren 959 Katholiken, 166 Protestanten und acht Juden. Am Abend des 14. Mai 1861 wurde Borkovany zusammen mit Těšany, Moutnice und Rozářín bei einem sechsstündigen Wolkenbruch überflutet. Am 1. August 1865 brannten 128 Gebäude nieder. 1880 lebten in dem Dorf 1214 Personen. 1883 bezog die Schule ein neues zweiklassiges Gebäude. Im selben Jahre wurde die Straße nach Martinice aufgehoben. Die Bewohner des Dorfes lebten größtenteils von Viehzucht und Obstbau. Ein geringer Teil der Einwohner verdiente sich seinen Lebensunterhalt in den Brünner Fabriken. Im Jahre 1903 bestand die Einwohnerschaft aus 1089 Katholiken, 192 Protestanten und vier Juden. 1909 wurde das Schulhaus abgerissen und durch einen größeren Neubau ersetzt. Mit 1373 Einwohnern erreichte die Gemeinde im Jahre 1930 die höchste Bevölkerungszahl ihrer Geschichte. Die Windmühle wurde in den 1930er Jahren abgebrochen. 1947 entstand nach einer Dürre der Bewässerungsteich Borkovanský rybník. Nach der Aufhebung des Okres Hustopeče wurde die Gemeinde 1961 dem Okres Břeclav zugeordnet. 1997 erwarb die Gemeinde den Borkovanský rybník. Seit 2004 führt Borkovany ein Wappen und Banner.
Am Sonntag nach Mariä Himmelfahrt wird in Borkovany jährlich das Trachtenfest gefeiert.

## Gemeindegliederung
Für die Gemeinde Borkovany sind keine Ortsteile ausgewiesen.

## Sehenswürdigkeiten
- Kirche Mariä Himmelfahrt, der einschiffige Bau im Bauernbarockstil entstand 1746. In den letzten Tagen des Zweiten Weltkrieges wurde die Kirche von vier Bomben getroffen und insbesondere der Kirchturm stark beschädigt.
- Friedhofstor mit Glockenturm, der 1857 errichtete Turm war der erste evangelische Glockenturm in Mähren
- Weihnachtskrippe mit inzwischen 30 lebensgroßen Figuren, sie entstand 1998 und wird stetig erweitert. In der Adventszeit wird sie im Ortszentrum aufgestellt.
- Ostereierausstellung, sie wurde im Jahre 2009 mit Unterstützung des Unternehmens ČEZ geschaffen.
- Naturdenkmal Wiesgrunty, auch Visengrunty, ehemalige Weiden und Obstgärten am Westhang der Randla, zwei Kilometer nördlich des Dorfes, geschützt seit 1982

## Borkovanské kraslice
Jährlich werden in Borkovany etwa 130000 kunstvolle Ostereier hergestellt. Die Muster und Motive werden zumeist in einer Kratztechnik auf die mit Anilinfarbe bemalte Schale graviert. Die ältesten der gravierten Eier befinden sich im Museum von Klobouky u Brna und stammen aus der Zeit um 1900. Der Brauch verbreitete sich nach dem Ersten Weltkrieg in Borkovany. Die Gemeinde ist die einzige in Tschechien, die ein Osterei im Wappen führt.

## Söhne und Töchter der Gemeinde
- Jaroslav Bedřich (1927–1987), Maler
- František Navrátil (* 1932), Bildhauer